# Bobby Driscoll
Robert Cletus "Bobby" Driscoll (Cedar Rapids, 3 maart 1937 - New York, 30 maart 1968) was een Amerikaanse acteur en kindster, voornamelijk actief in de jaren 40 en 50.

## Carrière
Driscoll begon op een jonge leeftijd te acteren. In 1943 figureerde hij al in films. Al snel werd hij opgemerkt en zijn eerste grote rol kwam in 1945 in de film Identity Unknown. Voordat hij echt doorbrak, speelde hij vooral in onbekende films met grote sterren, zoals Myrna Loy, Anne Baxter, Joan Fontaine, Alan Ladd, Geraldine Fitzgerald en Veronica Lake.
Vanaf 1946 speelde hij in veel bekende Disneyfilms. Hierin kreeg hij ook altijd hoofdrollen. Zijn eerste Disneyfilm was Song of the South. Zijn andere Disney-films waren So Dear to My Heart (1948), Treasure Island (1950) en Peter Pan (1953). Toch was hij niet alleen succesvol in Disneyfilms. Voor zijn rollen in So Dear to My Heart (1948), en The Window (1949), kreeg Bobby een Academy Juvenile Award.

## Einde van een carrière
Zoals bij vele kindsterren gebeurt, raakten de studio's minder in Bobby geïnteresseerd naarmate hij ouder werd. Na Peter Pan speelde hij nog in enkele films en stopte toen met acteren.
Vervolgens raakte hij verslaafd aan drugs en stierf hier uiteindelijk aan. Zijn lichaam werd later pas gevonden door een stel spelende kinderen. Lange tijd kon men zijn lichaam niet identificeren en hij werd onder de naam John Doe begraven op Hart Island.